# Ilja Misernych
Ilja Misernych (kasachisch Илья Мизерных, englisch Ilya Mizernykh; * 7. Februar 2007) ist ein kasachischer Skispringer.

## Werdegang
Sein internationales Debüt gab Ilja Misernych im Sommer 2019 bei einem Kinderspringen in Hinterzarten. Im folgenden Jahr nahm er auch an einem solchen Wettkampf in Tschaikowski teil, das er gewann.
Auf FIS-Ebene debütierte Misernych am 20. August 2022 im FIS-Cup in Szczyrk, konnte die Punkteränge jedoch nicht erreichen. Auch in den folgenden FIS-Cup-Wettkämpfen des Jahres 2022 konnte er sich nicht unter den Top 30 platzieren und holte so erst im Februar 2023, erneut in Szczyrk seine ersten Punkte in dieser Wettkampfserie. Obwohl er danach noch ein paar mal antrat, erreichte Misernych keine weiteren Punkte im FIS-Cup.
Wegen des Punktgewinns im FIS-Cup war Misernych in der Saison 2023/24 auch im Continental-Cup startberechtigt, wo er die Wettkämpfe nach seinem Debüt am 16. September 2023 in Villach einige Male um den 50. Platz abschloss, bis er im Oktober 2023 in Lake Placid mit zwei 28. Plätzen Continental-Cup-Punkte und das Startrecht im Weltcup holte.
Im Weltcup wurde Ilja Misernych dann auch (Stand 22. Januar 2024) neunmal eingesetzt, davon viermal während der Vierschanzentournee, scheiterte jedoch immer an der Qualifikation.
Als einer von nur zwei Athleten, die schon in der Weltcup-Qualifikation gestartet waren, beziehungsweise vier, die schon in der höchsten Wettkampfklasse im Skispringen gestartet waren, nahm Ilja Misernych an den Olympischen Jugend-Winterspielen 2024 teil. Im Mixed mit Sofija Schischkina, Aljona Swiridenko und Ilja Schilnikow belegte er den 13. Platz. Im Einzel gewann er als erster Kasache bei den Olympischen Jugend-Winterspielen eine Goldmedaille, womit er auch erster Vertreter Kasachstans war, der in einem olympischen Wettkampf im Skispringen eine Medaille gewann. Über diese Leistung wurde unter anderem von großen Medienunternehmen Kasachstans und anderer Länder berichtet. Auch der kasachische Präsident Qassym-Schomart Toqajew gratulierte Misernych zu seiner Leistung.

## Statistik

### Weltcup-Platzierungen
| Saison  | Platz | Punkte |
| ------- | ----- | ------ |
| 2024/25 | 60.   | 0006   |